# Hesperis
Hesperis là chi thực vật có hoa trong họ Cải.